# Stor sidenlöpare
Stor sidenlöpare (Asaphidion pallipes) är en skalbaggsart som först beskrevs av Caspar Erasmus Duftschmid 1812.  Stor sidenlöpare ingår i släktet Asaphidion, och familjen jordlöpare. Arten är reproducerande i Sverige.

## Bildgalleri

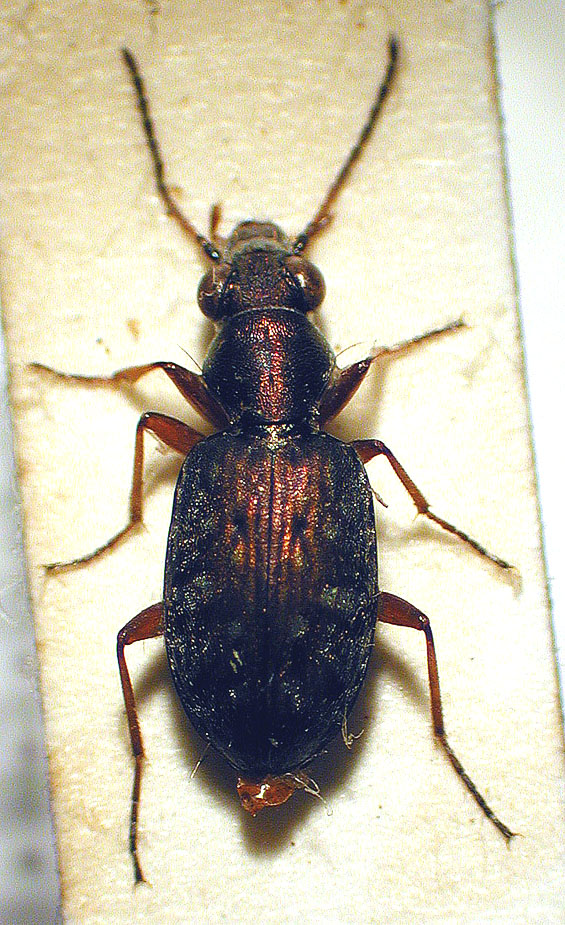
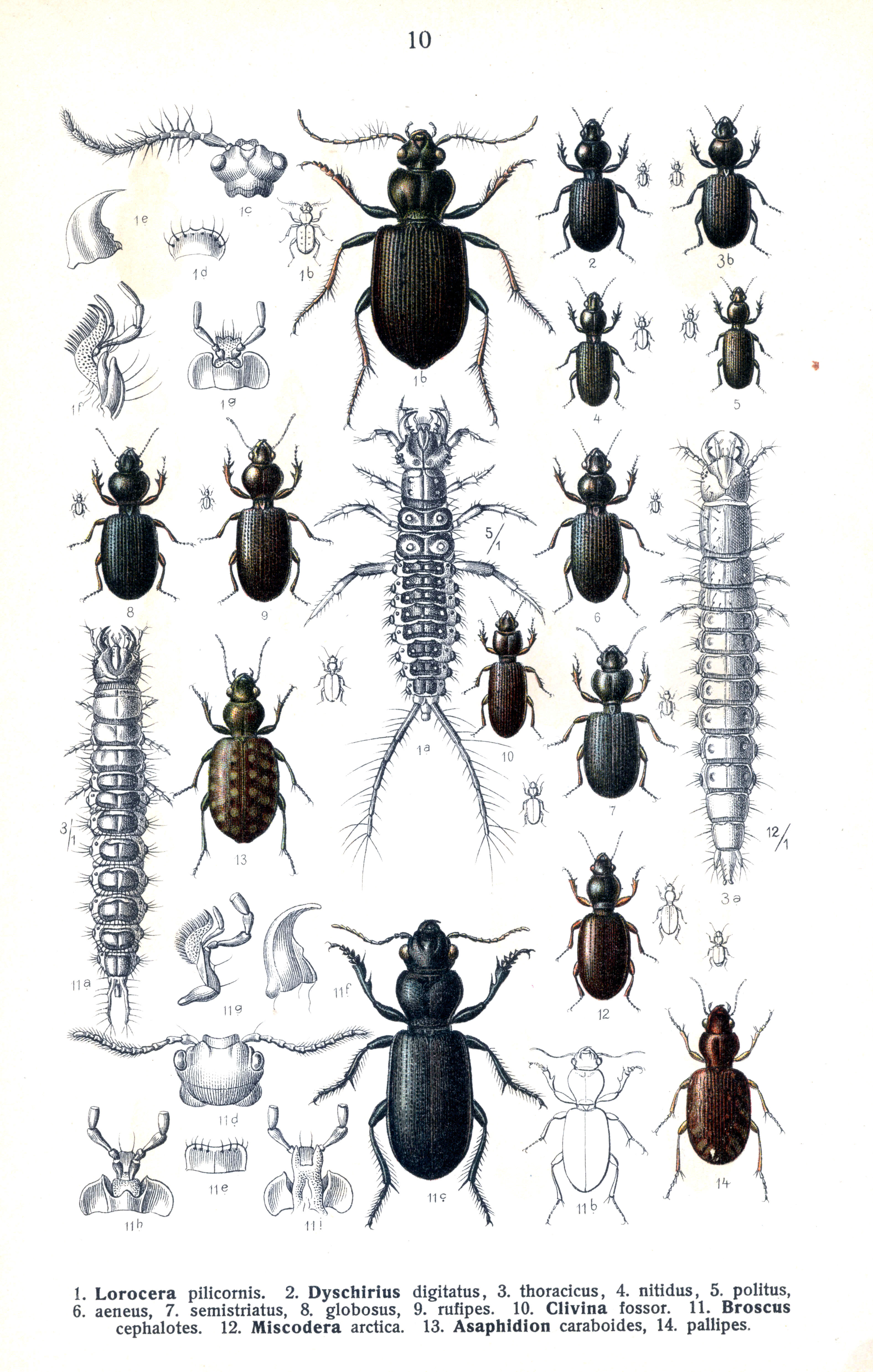